# Albert Van Damme
Albert Van Damme (Laarne, Flandes Oriental, 1 de desembre de 1940) és un ciclista belga que fou professional entre el 1964 i el 1978. Combinà el ciclisme en ruta amb el ciclocròs, però va ser en aquesta segona especialitat en la qual aconseguí els principals èxits esportius, destacant-ne el campionat del món de ciclocròs de 1974 i dos subcampionats, el 1970 i 1971. A banda guanyà sis campionats nacionals de ciclocròs. El seu germà Daniel també fou corredor professional de ciclocròs.

## Palmarès
- 1963
  -  Campió de Bèlgica de ciclocròs
- 1965
  -  Campió de Bèlgica de ciclocròs
- 1966
  -  Campió de Bèlgica de ciclocròs
- 1968
  -  Campió de Bèlgica de ciclocròs
- 1970
  -  Campió de Bèlgica de ciclocròs
- 1973
  -  Campió de Bèlgica de ciclocròs
- 1974
  -  Campió del món de ciclocròs